# Anne-Sophie Thilo
Anne-Sophie Thilo (ur. 3 grudnia 1987) – szwajcarska żeglarka sportowa, wicemistrzyni europy w klasie 470 z roku 2008, olimpijka w regatach na letnich igrzyskach olimpijskich w 2008 roku w Pekinie - występowała jako załogantka.
Członkini lokalnego klubu żeglarskiego w Pully, Thilo trenowała większość swojej sportowej kariery pod okiem trenera federacji dla 470 urodzonego we Francji Nicolasa Novary.
Thilo startowała w szwajcarskiej drużynie żeglarskiej jako członek załogi w klasie 470 kobiet na Letnich Igrzyskach Olimpijskich 2008 w Pekinie. Ona i sterniczka Rol wygrały selekcję Szwajcarskiej Federacji Żeglarskiej na miejsce w drużynie olimpijskiej, na podstawie ich łącznych wyników uzyskanych w serii międzynarodowych regat, w tym wicemistrzów Europy kilka miesięcy wcześniej.

## Wyniki
Tabele zawierają tylko wybrane regaty. Thilo startowała jako załogantka.

### Klasa 470
| Rok  | Kraj      | Miejsce | Miejsce regat  | Wynik  | Regaty                              | Punkty | Startujących | Sternik        |
| ---- | --------- | ------- | -------------- | ------ | ----------------------------------- | ------ | ------------ | -------------- |
| 2004 | Polska    | Gdynia  | zatoka Gdańska | 4      | Młodzieżowe Mistrzostwa Świata ISAF |        |              |                |
| 2007 | Australia | Sydney  |                | brąz   | Sydney International Regatta        |        |              |                |
| 2008 | Włochy    | Garda   | Lago di Garda  | srebro | Mistrzostwa europy                  | 85     | 33           | Emmanuelle Rol |
| 2008 | Chiny     | Pekin   |                | 17     | Igrzyska olimpijskie                | 114    | 19           | Emmanuelle Rol |